# Richard Stone
Ngài John Richard Nicholas Stone (30 tháng 8 năm 1913 – 6 tháng 12 năm 1991) là một nhà kinh tế nổi tiếng người Anh, ông nhận giải Nobel Kinh tế năm 1984 do đã phát triển một mô hình tính toán có thể được sử dụng để theo dõi các hoạt động kinh tế quốc gia, và sau đó là ở quy mô quốc tế. Ông không phải là nhà kinh tế đầu tiên nghiên cứu trong lĩnh vực này, nhưng ông là người đầu tiên làm việc với kế toán kép. Đôi khi ông được biết đến như là 'cha đẻ của kế toán thu nhập quốc dân', và là tác giả của các nghiên cứu thống kê nhu cầu tiêu dùng và mô hình quá yêu cầu, tăng trưởng kinh tế và mô hình đầu vào-đầu ra. Trong bài phát biểu nhận giải của mình, Stone đã đề cập tới François Quesnay cũng như Tableau économique. Stone nói rằng đây là một trong những công trình đầu tiên trong kinh tế để kiểm tra các bộ phận khác nhau như mức độ toàn cầu và cách chúng kết nối với nhau. Stone từng tốt nghiệp tại trường Westminster, Đại học Cambridge (Caius và King's).

## Tác phẩm
- Richard Stone and Giovanna Saffi Stone, Social Accounting and Economic Models (1959)
- Richard Stone and Giovanna Saffi Stone, National Income and Expenditure (1961).